# Động đất ngoài khơi Guatemala 2012
Động đất ngoài khơi Guatemala 2012 (tiếng Tây Ban Nha: Terremoto de Guatemala de 2012) là trận động đất xảy ra vào lúc 10:35:45 (theo giờ địa phương), ngày 11 tháng 7 năm 2012. Trận động đất có cường độ 7,4 Mw, tâm chấn độ sâu khoảng 24,1 km. Hậu quả trận động đất đã làm 139 người chết, 155 người bị thương.